# لينوي أشرم
لينوي أشرم (مواليد 13 مايو 1999) هي لاعبة جمباز إيقاعي إسرائيلية. فازت بالميدالية الذهبية في أولمبياد 2020.